# Diaporthe perexigua
Diaporthe perexigua är en svampart som beskrevs av Sacc. 1875. Diaporthe perexigua ingår i släktet Diaporthe och familjen Diaporthaceae.   Inga underarter finns listade i Catalogue of Life.